# 나데즈다 올리자렌코
나데즈다 표도로브나 올리자렌코(러시아어: Надежда Фёдоровна Олизаренко, 1953년 11월 28일 ~ 2017년 2월 18일)는 전 소비에트 연방의 육상 선수로, 주로 800m에 출전하였다.
브랸스크 출신으로 1980년 모스크바 올림픽 800m 결승전에서 동료 선수들 올가 미네예바와 타티야나 프로비도히나를 앞서 금메달을 획득하면서 소비에트 연방 선수들이 메달을 휩쓴 것을 보여주었다. 1500m에서는 동메달을 획득하였다.
1980년 800m에서 1분 53.43초를 세웠으며, 이 기록은 1983년 야르밀라 크라토츠빌로바에 의하여 경신될 때까지 세계 기록으로 남아 있었다. 그녀는 또한 1986년 슈투트가르트에서 열린 유럽 선수권 대회에서 800m 우승을 하기도 하였다.